# Paul Tibbets
Paul Warfield Tibbets, Jr., född 23 februari 1915 i Quincy i Illinois, död 1 november 2007 i Columbus i Ohio, var en amerikansk officer (slutgrad som brigadgeneral) i USA:s arméflygvapen/USA:s flygvapen.
Tibbets flög bombplanet "Enola Gay" (namngivet efter hans mamma Enola Gay Tibbets) av typ B-29 Superfortress som fällde atombomben över Hiroshima 6 augusti 1945.